# بی‌بی‌سی دو
بی‌بی‌سی دو (انگلیسی: BBC Two) یک شبکه تلویزیونی بریتانیایی و بخشی از مجموعه بی‌بی‌سی است. این شبکه که سومین شبکه تلویزیونی بریتانیا است، در سال ۱۹۶۴ راه‌اندازی شد.